# Списак отровних биљака
Биљке које изазивају болест или смрт након конзумирања називају се отровне биљке. Токсини у отровним биљкама утичу на биљоједи и одвраћају их од конзумирања. Биљке се не могу кретати да би побегле од својих предатора, па морају имати друге начине заштите од биљоједних животиња. Неке биљке имају физичку одбрану као што су трње, бодље и бодљике, али далеко најчешћи тип заштите је хемијски.
Током миленијума, кроз процес природне селекције, биљке су развиле начине за производњу огромног и компликованог низа хемијских једињења како би одвратиле биљоједе. Танин, на пример, је одбрамбено једињење које се појавило релативно рано у еволуционој историји биљака, док се сложенији молекули попут полиацетилена налазе у млађим групама биљака као што су Asterales. Многа позната једињења за одбрану биљака првенствено штите од конзумације инсеката, иако и друге животиње, укључујући људе, које конзумирају такве биљке могу искусити негативне ефекте, од благе нелагоде до смрти.
Многа од ових отровних једињења такође имају важне медицинске користи. Разноликост фитохемијских одбрана у биљкама је толико бројна да многа питања о њима остају без одговора, укључујући:
1. Које биљке имају које врсте одбране?
2. Од којих се биљоједа, конкретно, биљке бране?
3. Које хемијске структуре и механизми токсичности су укључени у једињења која пружају одбрану?
4. Које су потенцијалне медицинске употребе ових једињења?

Ова и друга питања представљају активно подручје истраживања у модерној ботаници, са важним импликацијама за разумевање еволуције биљака и медицинске науке.
Испод је опсежан, иако некомплетан, списак биљака које садрже један или више отровних делова који представљају озбиљан ризик од болести, повреде или смрти за људе или домаће животиње. Постоји значајно преклапање између биљака које се сматрају отровним и оних са психотропним својствима, од којих су неке довољно токсичне да представљају озбиљан здравствени ризик у рекреативним дозама. Постоји разлика између биљака које су отровне јер природно производе опасне фитохемикалије, и оних које могу постати опасне из других разлога, укључујући, али не ограничавајући се на инфекцију бактеријским, вирусним или гљивичним паразитима; унос токсичних једињења кроз контаминирано земљиште или подземне воде; и/или уобичајене процесе распадања након што биљка угине; овај списак се бави искључиво биљкама које производе фитохемикалије. Многе биљке, попут кикирикија, производе једињења која су опасна само за људе који су развили алергијску реакцију на њих, и уз неколико изузетака, те биљке нису укључене овде (погледајте списак алергена уместо тога). Упркос широкој разноликости биљака које се сматрају отровним, смртни случајеви код људи изазвани отровним биљкама – посебно као резултат случајног уноса – ретки су у развијеном свету.

## Отровне биљке које се користе као храна
Многе биљке које се често користе као храна поседују токсичне делове, токсичне су ако се не обраде, или су токсичне у одређеним фазама свог живота. Неке представљају озбиљну претњу само одређеним животињама (као што су мачке, пси или стока) или одређеним групама људи (као што су новорођенчад, старији или имунокомпромитовани). Већина ових биљака за исхрану је безбедна за просечну одраслу особу да једе у умереним количинама. Значајни примери укључују:
| Научни назив         | Уобичајени назив(и)                          | Породица       | Опис | Слика |
| -------------------- | -------------------------------------------- | -------------- | --- | ----- |
| Allium spp.          | црни лук, бели лук, празилук, и влашац       | Amaryllidaceae | Многи чланови рода Allium садрже тиосулфат, који је у високим дозама токсичан за псе, мачке и неке врсте стоке. Мачке су осетљивије. |       |
| Asparagus spp.       | шпаргла                                      | Asparagaceae   | Неколико врста, укључујући Asparagus officinalis и Asparagus densiflorus. Иако се биљке шпаргле које се узгајају за храну обично беру пре него што достигну репродуктивну зрелост, бобице зреле биљке су отровне и садрже фуростанол и спиростанол сапонине. Брзо гутање више од пет до седам зрелих бобица може изазвати бол у стомаку и повраћање. Сумпорна једињења у младим изданцима такође се сматрају барем делимично одговорним за благе кожне реакције код неких људи који рукују биљком. |       |
| Blighia sapida       | аки                                          | Sapindaceae    | Семе, незрели арилуси и нејестиви делови плода акија садрже токсине хипоглицин А и хипоглицин Б, који инхибирају ензиме укључене у метаболизам масних киселина и тиме изазивају исцрпљивање ускладиштене глукозе, која је неопходна за задовољавање енергетских потреба тела, што заузврат доводи до хипогликемије. |       |
| Citrus spp.          | лимун, лимета, грејпфрут, поморанџа, итд.    | Rutaceae       | Већина агрума, укључујући лимун (Citrus limon), лимета и поморанџа (Citrus × sinensis), између осталих, познати су по томе што садрже ароматична уља, терпене лимонен и линалол, и фуранокумарин псорален, који су токсични за псе, мачке и друге животиње. Концентрација и дистрибуција ових једињења могу значајно варирати у зависности од врсте, али су често концентрисани у месним корама. Симптоми укључују повраћање, дијареју, депресију и фотосензитивност. Етерична уља цитруса изгледа да нису токсична за људе. |       |
| Lathyrus sativus     | индијски грашак, коситерица                  | Fabaceae       | Махунарка која се узгаја у Азији и источној Африци као усев за осигурање током глади. Као и друге махунарке, L. sativus производи семе богато протеинима. Семе садржи променљиве количине β-N-оксалил-L-α,β-диаминопропионске киселине (ODAP), неуротоксичне аминокиселине. ODAP изазива пропадање и парализу ако се једе током дужег периода, и сматра се узроком болести неуролатиризам, неуродегенеративне болести која изазива парализу доњег дела тела и мршављење глутеалног мишића (задњице). Болест се јављала након глади у Европи (Француска, Шпанија, Немачка), северној Африци и јужној Азији, и још увек је распрострањена у Еритреји, Етиопији и деловима Авганистана када је семе Lathyrus-а ексклузивни или главни извор хранљивих материја током дужих периода. |       |
| Malus domestica      | јабука                                       | Rosaceae       | Семе је благо отровно, садржи малу количину амигдалин, цијаногени гликозид. Количина која се налази у семену једне јабуке обично није довољна да буде опасна за људе, али је могуће унети довољно семена да би се обезбедила смртоносна доза. |       |
| Mangifera indica     | манго                                        | Anacardiaceae  | Листови, стабљике, коре и сок манга садрже урушиол, алерген који је такође присутан у отровном бршљану, отровном храсту и отровном рују, који може изазвати контактни дерматитис изазван урушиолом код осетљивих особа. Примећене су унакрсне реакције између алергена из контакта са мангом и урушиола. Они са историјом контактног дерматитиса од отровног бршљана или отровног храста могу бити у највећем ризику за такву алергијску реакцију. Током главне сезоне зрења манга, то је најчешћи извор биљног дерматитиса на Хавајима. |       |
| Manihot esculenta    | касава                                       | Euphorbiaceae  | Корени и листови садрже два цијаногена гликозида, линамарин и лотаустралин. Они се разлажу линамаразом, природно присутним ензимом у касави, ослобађајући цијановодоник. Сорте касаве се често категоришу као слатке или горке, што означава одсуство или присуство токсичних нивоа цијаногених гликозида. 'Слатке' сорте могу произвести само 20 милиграма цијанида по килограму свежих корена, док горке могу произвести више од 50 пута више (1 g/kg). Касаве узгајане током суше су посебно богате овим токсинима. Доза од 40 mg чистог цијаногеног гликозида из касаве довољна је да убије краву. Такође може изазвати тешки калцифични панкреатитис код људи, што доводи до хроничног панкреатитиса. Обрада (намакање, кување, ферментација, итд.) корена касаве је неопходна да би се уклонили токсини и избегла болест. У тропима, где је узгој касаве велика индустрија, "Хронична, ниска изложеност цијаниду повезана је са развојем гушавости и са тропском атаксичном неуропатијом, поремећајем који оштећује нерве и чини особу несигурном и некоординисаном. Тешко тровање цијанидом, посебно током глади, повезано је са избијањима исцрпљујућег, иреверзибилног паралитичког поремећаја званог конзо и, у неким случајевима, смрћу. Инциденција конза и тропске атаксичне неуропатије може бити чак 3 процента у неким областима." За неке слатке сорте са мањим кореном, кување је довољно да се елиминише сва токсичност. Цијанид се одводи у води за обраду, а количине произведене у домаћој потрошњи су премале да би имале утицај на животну средину. Горке сорте са већим кореном, које се користе за производњу брашна или скроба, морају се обрадити да би се уклонили цијаногени гликозиди. Индустријска производња брашна од касаве, чак и на нивоу мале радиности, може произвести довољно цијанида и цијаногених гликозида у отпадним водама да има озбиљан утицај на животну средину. |       |
| Myristica fragrans   | мушкатни орашчић                             | Myristicaceae  | Садржи миристицин, природни инсектицид и акарицид са могућим неуротоксичним ефектима на ћелије неуробластома. Има психоактивна својства у дозама много већим од оних које се користе у кувању. Сирови мушкатни орашчић изазива симптоме сличне антихолинергичким, што се приписује миристицину и елемицину. Опојни ефекти миристицина могу довести до физичког стања негде између будности и сна; пријављена је еуфорија, а често се јавља и мучнина. Корисници такође пријављују крваве очи и поремећаје памћења. Миристицин је такође познат по томе што изазива халуциногене ефекте, као што су визуелне дисторзије. Интоксикација мушкатним орашчићем има изузетно дуго кашњење пре достизања врхунца, понекад траје и до седам сати, а ефекти се могу осетити 24 сата, са заосталим ефектима који трају до 72 сата. |       |
| Phaseolus lunatus    | лима пасуљ                                   | Fabaceae       | Сирови пасуљ садржи опасне количине линамарина, цијаногеног гликозида. |       |
| Phaseolus vulgaris   | пасуљ, обични пасуљ                          | Fabaceae       | Фитохемаглутинин, токсични лектин, присутан је у многим сортама обичног пасуља, али је посебно концентрисан у црвеном пасуљу. Лектин има неколико ефеката на метаболизам ћелија; индукује митозу и утиче на ћелијску мембрану у погледу транспорта и пропустљивости за протеине. Аглутинира већину типова црвених крвних зрнаца сисара. Конзумација само четири или пет сирових зрна пасуља може бити довољна да изазове симптоме, који укључују мучнину, повраћање и дијареју. Почетак је од једног до три сата након конзумирања неправилно припремљеног пасуља, а симптоми се обично повлаче у року од неколико сати. Фитохемаглутинин се може деактивирати кувањем пасуља на 100 °C (212 °F) десет минута, што је потребно да би се разградио токсин и много је краће од сати потребних да се пасуљ потпуно скува. За суви пасуљ, америчка Управа за храну и лекове (FDA) такође препоручује почетно намакање од најмање пет сати у води, након чега воду треба бацити. Међутим, ниже температуре кувања могу имати парадоксалан ефекат потенцирања токсичног дејства хемаглутинина. Пасуљ куван на 80 °C (176 °F) је наводно до пет пута токсичнији од сировог пасуља. Избијања тровања повезана су са употребом спорих шпорета, чије ниске температуре кувања можда неће моћи да разграде токсин. |       |
| Prunus spp.          | трешња, бресква, шљива, кајсија, бадем, итд. | Rosaceae       | Листови и семе садрже амигдалин, цијаногени гликозид. Многе друге врсте Prunus, као што су бресква (Prunus persica), шљива (Prunus domestica), бадем (Prunus dulcis) и кајсија (Prunus armeniaca), такође поседују отровне делове. |       |
| Rheum rhaponticum    | рабарбара                                    | Polygonaceae   | Лисне дршке (петељке) су јестиве, али сами листови садрже значајне количине оксалне киселине, која је нефротоксична и корозивна киселина присутна у многим биљкама. Симптоми тровања укључују поремећаје бубрега, конвулзије и кому, иако је ретко фатално. LD50 (средња смртоносна доза) за чисту оксалну киселину код пацова је око 375 mg/kg телесне тежине, или око 25 грама за човека од 65 kg (143 lb). Иако садржај оксалне киселине у листовима рабарбаре може варирати, типична вредност је око 0,5%, тако да би се морало конзумирати скоро 5 kg изузетно киселих листова да би се достигла LD50. Кување листова са содом може их учинити отровнијим стварањем растворљивих оксалата. Међутим, верује се да листови такође садрже додатни, неидентификовани токсин, који би могао бити антрахинонски гликозид (такође познат као сена гликозиди). У јестивим лисним дршкама, концентрација оксалне киселине је много нижа, доприносећи само око 2–2,5% укупне киселости, којом доминира јабучна киселина. То значи да чак ни сирове дршке можда нису опасне (иако се у САД генерално сматрају таквим). Међутим, кисели укус сирових дршки је толико јак да је непријатан за већину потрошача. |       |
| Solanum lycopersicum | парадајз                                     | Solanaceae     | Као и многи други чланови породице помоћница (Solanaceae), листови и стабљике парадајза садрже соланин, гликоалкалоид који је токсичан ако се прогута, изазивајући дигестивне сметње и нервну узбуђеност. Употреба листова парадајза као биљног чаја (инфузије) била је одговорна за најмање једну смрт. Листови, стабљике и зелени незрели плодови биљке парадајза такође садрже мале количине отровног алкалоида томатина, иако су нивои генерално премали да би били опасни. Зрели парадајз не садржи детектибилан томатин. Биљке парадајза могу бити токсичне за псе ако поједу велике количине плода или жваћу биљни материјал. |       |
| Solanum tuberosum    | кромпир                                      | Solanaceae     | Кромпир садржи токсичне гликоалкалоиде, од којих су најзаступљенији соланин и чаконин. Соланин се такође налази у другим члановима породице помоћница (Solanaceae), која укључује Solanum lycopersicum (парадајз), Atropa belladonna (велебиље) и Hyoscyamus niger (буника) (погледајте уносе испод). Концентрација гликоалкалоида у дивљим кромпирима довољна је да произведе токсичне ефекте код људи. Токсин утиче на нервни систем, изазивајући главобоље, дијареју и интензивне дигестивне сметње, грчеве, слабост и конфузију, а у тешким случајевима кому и смрт. Тровање од култивисаних кромпира се дешава веома ретко, међутим, пошто су токсична једињења у биљци кромпира генерално концентрисана у зеленим деловима биљке и у плодовима, а култивисане сорте садрже мање концентрације од дивљих биљака. Кување на високим температурама (преко 170 °C или 340 °F) такође делимично уништава токсин. Међутим, излагање светлости, физичко оштећење и старост могу повећати садржај гликоалкалоида у кртоли, са највишим концентрацијама непосредно испод коре. Кртоле изложене светлости постају зелене због синтезе хлорофила, што даје визуелни траг о деловима кртоле који су можда постали токсичнији; међутим, ово не пружа дефинитиван водич, јер зеленило и акумулација гликоалкалоида могу настати независно једно од другог. Неке сорте кромпира садрже веће концентрације гликоалкалоида од других; узгајивачи који развијају нове култиваре покушавају да одрже нивое соланина испод 200 mg/kg (200 ppmw). Међутим, када ове комерцијалне сорте позелене, чак и оне могу достићи концентрације соланина од 1000 mg/kg (1000 ppmw). Амерички национални токсиколошки програм сугерише да просечан Американац не конзумира више од 12,5 mg/day соланина из кромпира (токсична доза је неколико пута већа, у зависности од телесне тежине).                                                    |       |
| Vitis spp.           | грожђе                                       | Vitaceae       | Потенцијално токсично за псе, иако тачан механизам није у потпуности схваћен. Погледајте Токсичност грожђа и сувог грожђа код паса. |       |

## Остале отровне биљке
Безброј других биљака које се обично не користе у храни или пићу такође су отровне, и треба бити опрезан да се избегне случајни контакт или гутање. Неке од њих су популарне украсне биљке или се узгајају у друге сврхе осим за потрошњу.
| Научни назив                 | Уобичајени назив(и) | Породица         | Опис | Слика |
| ---------------------------- | --- | ---------------- | --- | ----- |
| Abrus precatorius            | јеквирити, раково око, бројаница, џамби перла | Fabaceae         | Атрактивно семе (обично величине бубамаре, сјајно црвено са једном црном тачком) садржи абрин, изузетно токсичан протеин који инактивира рибозоме, сличан рицину. Симптоми тровања укључују мучнину, повраћање, конвулзије, затајење јетре и смрт, обично након неколико дана. Гутање једног семена може убити одраслог човека. Семе се користило као перле у накиту, што је опасно; удахнута прашина је токсична, а убоди иглом могу бити фатални. Семе је нажалост привлачно деци. |       |
| Acokanthera spp.             | дрво отровне стреле | Apocynaceae      | Свих пет врста у овом роду луче сок који садржи изузетно токсичне срчане гликозиде, укључујући уабаин, који инхибира натријум-калијум пумпу N+/K+-ATPазу, мембрански транспортни протеин важан за регулацију равнотеже електролита и спровођење акционих потенцијала у многим животињским ћелијама. |       |
| Aconitum spp.                | једић, вучји корен, монашка капуљача | Ranunculaceae    | Сви делови су отровни, садрже алкалоид назван аконитин, који онеспособљава живце, снижава крвни притисак и може зауставити срце. Треба избегавати чак и површан контакт са кожом. Симптоми укључују утрнулост, пецкање и срчану неправилност. Коришћен је као отров за метке (од стране немачких снага током Другог светског рата), као мамац и отров за стреле (стара Грчка), и за тровање залиха воде (извештаји из древне Азије). Ако се прогута, обично изазива печење, пецкање и утрнулост у устима, након чега следи повраћање и нервна узбуђеност. Обично је брзоделујући отров и у прошлости се користио за убијање вукова (отуда један од уобичајених назива). |       |
| Actaea pachypoda             | луткине очи, бела велебиља | Ranunculaceae    | Сви делови су отровни, посебно бобице, чија конзумација има седативни ефекат на срчани мишић и може изазвати срчани застој. |       |
| Adenium obesum               | пустињска ружа | Apocynaceae      | Биљка лучи веома токсичан сок који користе племена Меридиан Хај и Хаџа у Танзанији за премазивање врхова стрела за лов. |       |
| Adonis vernalis              | гороцвет, лажни кукурек | Ranunculaceae    | Биљка је отровна, садржи кардиостимулативна једињења као што су адонидин и аконитинска киселина. |       |
| Aesculus hippocastanum       | дивљи кестен | Sapindaceae      | Сви делови сирове биљке су отровни због сапонина и гликозида као што је ескулин, изазивајући мучнину, трзаје мишића, а понекад и парализу. |       |
| Agave spp.                   | столетна биљка, магуеј | Asparagaceae     | Сок неколико врста изазива акутни контактни дерматитис, са пликовима који трају неколико недеља и поновним сврабом током неколико година. |       |
| Ageratina altissima          | бела змијина trava, бели саникул | Asteraceae       | Сви делови садрже токсично уље познато као треметол, које је отровно за говеда, коње, козе, овце и људе. Симптоми гутања укључују мучнину и повраћање и често су фатални. Када се млеко или месо животиње која је јела белу змијину траву конзумира у довољним количинама од стране људи, може доћи до тровања треметолом, такође названог млечна болест. |       |
| Agrostemma githago           | кукољ | Caryophyllaceae  | Садржи сапонине гитагин и агростеминску киселину. Сви делови биљке су наводно отровни и могу изазвати хронично или акутно, потенцијално фатално тровање, иако се користи у народној медицини за лечење разних болести, од паразита до рака. Нема познатих недавних клиничких студија кукоља које пружају основу за препоруке о дозирању; међутим, дозе веће од 3 g (семена) сматрају се токсичним. |       |
| Anemone nemorosa             | шумска саса, ветрењача | Ranunculaceae    | Биљка садржи хемикалије које су токсичне за животиње, укључујући људе, али се такође користила као лек. Сви делови биљке садрже протоанемонин, који може изазвати тешку иритацију коже и гастроинтестиналног тракта, горак укус и печење у устима и грлу, чиреве у устима, мучнину, повраћање, дијареју и хематемезу. |       |
| Anthurium spp.               | антуријум, фламинго цвет | Araceae          | Биљке Anthurium су отровне због кристала калцијум оксалата. Сок иритира кожу и очи. |       |
| Aquilegia spp.               | кандилка | Ranunculaceae    | Семе и корени садрже кардиогене токсине који изазивају и тешки гастроентеритис и срчане палпитације ако се конзумирају. Цветове различитих врста су умерено конзумирали Индијанци као зачин са другим свежим зеленилом, и наводно су веома слатки и безбедни ако се конзумирају у малим количинама. Индијанци су такође користили веома мале количине корена као ефикасан третман за пептички улкус. Међутим, медицинска употреба ове биљке је тешка због њене високе токсичности; тровања кандилком су лако фатална. |       |
| Areca catechu                | бетел палма | Arecaceae        | Орах садржи арекаидин и ареколин, алкалоиде који су сродни никотину и слично изазивају зависност. Жвакање изазива благу еуфорију, стимулацију и много црвене пљувачке, која може изазвати мучнину ако се прогута. Апстиненција изазива главобољу и знојење. Употреба је у корелацији са рак усне дупље, и у мањој мери астмом и срчаним обољењима. |       |
| Argemone mexicana            | мексички мак, цветни чичак | Papaveraceae     | Семе A. mexicana садржи 22–36% бледожутог, нејестивог уља званог аргемоново уље или каткар уље, које садржи токсичне алкалоиде сангвинарин и дихидросангвинарин. Тровање каткар уљем изазива епидемијски едем, са симптомима који укључују екстремно отицање, посебно ногу. |       |
| Arnica montana               | планинска арника, брђанка, вучји зуб | Asteraceae       | Садржи токсин хеленалин, који може бити отрован ако се поједу велике количине биљке или мале количине концентроване Arnica. Конзумација A. montana може изазвати тешки гастроентеритис, унутрашње крварење дигестивног тракта, повишене ензиме јетре (што може указивати на упалу јетре), нервозу, убрзан рад срца, мишићну слабост и смрт ако се унесе довољно. Контакт са биљком такође може изазвати иритацију коже. У Ејмсовом тесту, екстракт A. montana је пронађен као мутаген. Токсичност биљке је довела до тога да је америчка FDA званично прогласи небезбедном. |       |
| Arum maculatum               | козлац | Araceae          | Сви делови биљке су веома токсични за људе и већину животиња. Јарко црвене бобице садрже калцијум оксалат рафиде и растворљиве оксалате сапонина (као и трагове цијаногена и кониина) који могу изазвати иритацију коже, уста и грла, што доводи до отока, пецкања, отежаног дисања и стомачних тегоба. A. maculatum је један од најчешћих узрока случајног тровања биљкама на основу посета ургентним центрима. Међутим, њихов оштар укус и скоро тренутни осећај пецкања у устима значе да се ретко конзумирају велике количине и да је озбиљна штета неуобичајена. Додиривање биљке може изазвати контактни дерматитис. Свеж биљни материјал је токсичнији од осушених делова биљке. |       |
| Atropa belladonna            | велебиље | Solanaceae       | Једна од најтоксичнијих биљака пронађених на западној хемисфери, сви делови биљке садрже тропански алкалоиди – као и оне њених једнако смртоносних сродних врста A. baetica, A. pallidiflora и A. acuminata. Активни агенси су атропин, скополамин и хиосциамин, који имају антихолинергичка својства. Симптоми тровања укључују проширене зенице, осетљивост на светлост, замагљен вид, тахикардију, губитак равнотеже, тетурање, главобољу, осип, црвенило, сува уста и грло, неразговетан говор, задржавање урина, затвор, конфузију, халуцинације, делиријум и конвулзије. Корен биљке је генерално најтоксичнији део, иако то може варирати од примерка до примерка. Гутање једног листа биљке може бити фатално за одраслу особу. Површан контакт са листовима може изазвати кожне пустуле. Бобице представљају највећу опасност за децу јер изгледају привлачно и имају помало сладак укус. Конзумација две до пет бобица код деце и десет до двадесет бобица код одраслих може бити смртоносна. 2009. године, случај да је A. belladonna замењена за боровнице, при чему је одрасла жена прогутала шест бобица, документован је као резултат тешког антихолинергичког синдрома. Смртоносни симптоми биљке су узроковани поремећајем способности парасимпатичког нервног система да регулише невољне активности као што су знојење, дисање и рад срца услед дејства атропина. Антидот за тровање атропином је физостигмин или пилокарпин. A. belladonna је такође токсична за многе домаће животиње, изазивајући наркозу и парализу. Међутим, говеда и зечеви једу биљку наизглед без икаквих штетних ефеката. Код људи, њена антихолинергичка својства ће изазвати поремећај когнитивних способности као што су памћење и учење. |       |
| Brugmansia spp.              | анђеоска труба | Solanaceae       | Сви делови свих биљака у овом роду садрже тропанске алкалоиде скополамин и атропин, који су изузетно токсични; гутање је често фатално. Ове биљке су блиско повезане и некада су биле груписане са члановима рода Datura, који садрже исте смртоносне алкалоиде. Ефекти гутања могу укључивати губитак везе са стварношћу и халуцинације. У неуронаучној литератури је пријављен несрећан случај о младићу који је извршио самоампутацију маказама за орезивање након што је намерно попио чај од Brugmansia, скуван од само два цвета. |       |
| Caladium spp.                | анђеоска крила, слоново уво, срце Исусово | Araceae          | Сви делови свих биљака у овом роду садрже нерастворљиве кристале калцијум оксалата, који су токсични. Симптоми гутања генерално укључују иритацију и печење уста, усана и грла, мучнину и повраћање, бол у стомаку, дијареју, трзаје мишића, а понекад и отицање уста или језика, што може изазвати фатално блокирање дисања. У тешким случајевима може доћи до хроничне болести бубрега или затајења бубрега. Отровне су за псе и мачке, као и за људе. |       |
| Calla palustris              | мочварна кала, дивља кала | Araceae          | Биљка је веома отровна када је свежа због високог садржаја оксалне киселине, али ризом (као код Caladium, Colocasia и Arum) је јестив након сушења, млевења, испирања и кувања. |       |
| Caltha palustris             | мочварни невэн | Ranunculaceae    | Садржи неколико активних супстанци од којих је најважнија са токсиколошке тачке гледишта протоанемонин. Гутање великих количина биљке може изазвати конвулзије, печење у грлу, повраћање, крваву дијареју, вртоглавицу и несвестицу. Контакт сокова са кожом или слузокожом може изазвати пликове или упалу, а гастричне тегобе ако се прогута. Млађи делови изгледа да садрже ниже концентрације токсина, а загревање разлаже ове супстанце. Мале количине Caltha у сену не изазивају проблеме када се дају стоци, али веће количине могу довести до гастричних тегоба. |       |
| Cascabela thevetia           | жути олеандер | Apocynaceae      | Сви делови биљке су токсични за већину кичмењака јер садрже срчани гликозиди. Познати су многи случајеви намерног и случајног тровања људи. |       |
| Cephalanthus occidentalis    | дугмаста грмуша | Rubiaceae        | Има неколико историјских медицинских употреба, али је такође токсична због присуства цефалантина. |       |
| Cerbera odollam              | дрво самоубиства, понг понг дрво | Apocynaceae      | Семе садржи церберин, снажан токсин сродан дигоксину. Отров блокира калцијумске јонске канале у срчаном мишићу, изазивајући поремећај срчаног ритма. Ово је обично фатално и може настати гутањем једног семена. Церберин је тешко детектовати у аутопсијама, а његов укус се може маскирати јаким зачинима, као што је кари. Често се користи у убиствима и самоубиствима у Индији; стопа самоубистава у Керали је око три пута већа од индијског просека. 2004. године, тим предвођен Иваном Гајаром из Лабораторије за аналитичку токсикологију у Ла Вульт-сир-Рон, Француска, документовао је више од 500 случајева фаталног тровања Cerbera-ом између 1989. и 1999. у Керали. Рекли су: "Колико нам је познато, ниједна биљка на свету није одговорна за толико смрти самоубиством као дрво odollam." Сродна врста је Cerbera tanghin, чије је семе познато као отровни орах тангхин и користило се као 'отров за искушење'. |       |
| Chelidonium majus            | руса, змијино млеко | Papaveraceae     | Цела биљка је токсична у умереним дозама јер садржи низ изохинолинских алкалоида, али се тврди да има терапеутске употребе када се користи у исправној дози. Главни алкалоид присутан у биљци и корену је коптизин, док су такође присутни берберин, хелидонин, сангвинарин и хелеритрин. Сангвинарин је посебно токсичан са LD50 од само 18 mg по kg телесне тежине. Ефекат свеже биљке је аналгетички, холагогни, антимикробни и онкостатски, са дејством као седатив централног нервног система. У тестовима на животињама, Chelidonium majus се показао као цитостатик. Ране студије су показале да латекс изазива контактни дерматитис и иритацију очију. Мрље на прстима се понекад наводе као узрок иритације очију након трљања очију или руковања контактним сочивима. Карактеристични латекс такође садржи протеолитичке ензиме и фитоцистатин хелидостатин, инхибитор цистеин протеазе. |       |
| Chondrodendron tomentosum    | кураре | Menispermaceae   | Садржи веома токсичне алкалоиде и један је од извора отрова за стреле кураре – конкретно 'цевни кураре', чије име потиче од назива медицински вредног алкалоида тубокурарина. |       |
| Cicuta spp.                  | тровач, кукута | Apiaceae         | Корен, када се свеже извади из земље, изузетно је отрован и садржи цикутоксин, стимуланс централног нервног система који изазива нападе. Када се осуши, отровни ефекат се смањује. Најчешћа врста је C. maculata; једна од врста која се налази на западу Сједињених Држава, C. douglasii, често се налази на пашњацима и у мочварама, има посебно дебеле стабљике и веома велике и чврсте цветове који се понекад беру за цветне аранжмане. Ово је непожељно јер је и сок токсичан. |       |
| Cleistanthus collinus        | | Phyllanthaceae   | Гутање листова или декокције листова изазива хипокалемију (калиуреза и срчане аритмије), метаболичку ацидозу, хипотензију и хипоксију. |       |
| Clivia miniata               | кливија, кафирски љиљан | Amaryllidaceae   | Садржи мале количине ликорина, што је чини отровном. |       |
| Codiaeum variegatum          | кротон | Euphorbiaceae    | Као и код многих Euphorbiaceae, сок може изазвати кожни екцем код неких људи. Кора, корени, латекс и листови су отровни. |       |
| Colchicum autumnale          | мразовац, јесењи шафран | Colchicaceae     | Луковице садрже колхицин, моћну хемикалију која се везује за тубулин у ћелији, ометајући или инхибирајући широк спектар нормалних ћелијских функција, укључујући митозу, ендоцитозу и егзоцитозу, и ћелијску покретљивост. Тровање колхицином се пореди са тровањем арсеном; симптоми обично почињу два до пет сати након уноса токсичне дозе, али се могу појавити и до 24 сата касније, и укључују печење у устима и грлу, грозницу, повраћање, дијареју, бол у стомаку и затајење бубрега. Почетак вишесистемског отказивања органа може се јавити у року од 24 до 72 сата. Ово укључује хиповолемијски шок услед екстремног васкуларног оштећења и губитка течности кроз гастроинтестинални тракт, што може довести до смрти. Поред тога, погођени могу доживети оштећење бубрега што резултира ниским излучивањем урина и крвавим урином, ниским бројем белих крвних зрнаца (који траје неколико дана), анемијом, мишићном слабошћу и респираторном инсуфицијенцијом. Опоравак може почети у року од 6 до 8 дана. Не постоји специфичан антидот за тровање колхицином, иако постоје различити третмани. Упркос проблемима са дозирањем због његове токсичности, колхицин је такође популаран лек у ниским дозама, прописује се у лечењу гихта, породичне медитеранске грознице, перикардитиса и Бехчетове болести. Такође се истражује за употребу као лек против рака. Одређени лекови и стања могу ометати метаболизам колхицина и нагло повећати његову токсичност, дајући колхицину репутацију опасног лека са интеракцијама. |       |
| Conium maculatum             | кукута | Apiaceae         | Сви делови биљке садрже γ-коницеин и његов дериват кониин, као и сличне алкалоиде, који су токсични за све сисаре и многе друге организме. Гутање може изазвати бол у стомаку, повраћање и прогресивну парализу централног нервног система; гутање више од 100 милиграма кониина (једнако око шест до осам свежих листова, или чак мање дозе семена и корена) може бити фатално за одрасле људе. Кониин делује првенствено инхибирањем никотинских ацетилхолинских рецептора у нервним ћелијама, што може изазвати ефекте сличне наркотицима већ 30 минута након гутања, након чега следи узлазна неуромишићна дисфункција која доводи до парализе респираторних мишића и на крају смрти услед недостатка кисеоника. Супротно уобичајеном миту, научне студије су оповргле да људи могу бити изложени алкалоидима кукуте конзумирањем млека или меса животиња које су јеле биљку. C. maculatum се не сме мешати са дрвећем које се обично назива кукута (Tsuga spp.), које, иако није јестиво, није ни приближно токсично као зељаста биљка. Инфузија кукуте је наводно убила Сократа 399. године пре нове ере. |       |
| Consolida spp.               | кокотц | Ranunculaceae    | Младе биљке и семе су отровни, изазивају мучнину, трзаје мишића и парализу; често фатално. Друге биљке у родитељском роду Delphinium су такође отровне и обично се називају кокотц. |       |
| Convallaria majalis          | ђурђевак | Asparagaceae     | Садржи најмање 38 различитих срчаних гликозида, укључујући конваларин, који ослобађају цијановодоник када се метаболишу у телу. Сви делови биљке, укључујући јарко црвене бобице, изузетно су отровни. Симптоми гутања могу укључивати бол у стомаку, мучнину, повраћање и неправилан рад срца. |       |
| Coriaria myrtifolia          | | Coriariaceae     | Медитеранска биљка која садржи токсин кориамиртин, чије гутање изазива дигестивне, неуролошке и респираторне проблеме. Отровни плодови површно подсећају на купине и могу се грешком појести. Може бити фатално код деце. |       |
| Cytisus scoparius            | жутиловка, обична метла | Fabaceae         | Садржи токсичне алкалоиде који депримирају срце и нервни систем. Алкалоид спартеин је антиаритмик класе 1a, блокатор натријумових канала. Није одобрен од стране FDA за људску употребу као антиаритмик и није укључен у Вон-Вилијамсову класификацију антиаритмика. |       |
| Daphne spp.                  | дафина | Thymelaeaceae    | Сви делови свих врста у овом роду, посебно бобице (различито црвене, жуте, плаве или црне), веома су токсични, а примарни активни принцип је гликозид дафнин; неке врсте такође садрже мезереин. Гутање чак и само неколико бобица може изазвати осећај печења у устима, јак бол у стомаку, повраћање, крваву дијареју, слабост, ступор и конвулзије, након чега следи кома; често је фатално. Могу се јавити и корозивне лезије оралне слузокоже и горњег гастроинтестиналног тракта, а пријављен је и нефритис. Сок и сок бобица могу изазвати алергијски дерматитис код осетљивих особа. |       |
| Datura spp.                  | татула, трновска јабука | Solanaceae       | Садрже тропанске алкалоиде скополамин, хиосциамин и атропин, сви делови ових биљака су отровни, посебно семе и цветови. Гутање може изазвати абнормалну жеђ, хипертермију, тешки делиријум и некохерентност, визуелне дисторзије, бизарно и могуће насилно понашање, губитак памћења, кому и смрт. То је значајан отров за стоку која пасе у Северној Америци. Datura се вековима користила као ентеоген од стране домородачких народа Америка и других, иако изузетна варијабилност токсичности дате биљке у зависности од њене старости и услова раста чини такву употребу изузетно опасном праксом; разлика између рекреативне и смртоносне дозе је минимална, а нетачна доза често доводи до смрти. Из истог разлога, Datura је такође била популаран отров за самоубиство и убиство, посебно у деловима Европе и Индије. Извештаји о рекреативној употреби су у великој мери негативни. Већина оних који описују своју употребу Datura сматрају своја искуства изузетно непријатним и често физички опасним. |       |
| Daucus carota                | дивља шаргарепа, птичје гнездо, чипка краљице Ане | Apiaceae         | D. carota садржи фалкаринол, који је опасно токсичан за људе. Такође је пријављено да садржи ацетон, асарон, холин, етанол, мрављу киселину, цијановодоник, изобутерну киселину, лимонен, јабучну киселину, малтозу, оксалну киселину, палмитинску киселину, пиролидин и хинску киселину. У контакту са влажном D. carota, може доћи до иритације коже и пликова. |       |
| Смртоносна камасија          | Различити родови у породици Melanthiaceae имају врсте чији уобичајени називи укључују "смртоносна камасија", укључујући Amianthium, Anticlea, Stenanthium, Toxicoscordion, и Zigadenus. | Melanthiaceae    | Сви делови ових биљака су токсични, због присуства алкалоида. Животиње које пасу, као што су овце и говеда, могу бити погођене, а догодиле су се и људске жртве. |       |
| Delphinium spp.              | кокотц | Ranunculaceae    | Садржи алкалоид делсолин. Младе биљке и семе су отровни, изазивају мучнину, трзаје мишића, парализу, и често смрт. |       |
| Dermatophyllum secundiflorum | мескалски пасуљ, тексашки планински ловор | Fabaceae         | Пасуљ садржи изузетно токсичан психотропни бициклични алкалоид, цитизин. Који је сродан никотину. Конзумација једног зрна је довољна да убије одраслу особу. |       |
| Dicentra cucullaria          | девојачко срце | Papaveraceae     | Сви делови биљке садрже неуротоксичне алкалоиде као што су изохинолин и кукуларин, који су познати као отровни за мачке, говеда и људе. Говеда која пасу листове или луковице могу патити од отежаног дисања, тетурања и конвулзија, понекад фатално. Биљка такође може изазвати контактни дерматитис ако се додирне. |       |
| Dichapetalum cymosum         | гифблар | Dichapetalaceae  | Добро познат као отров за стоку у Јужној Африци, ова биљка садржи метаболички отров флуоросирћетна киселина. |       |
| Dieffenbachia spp.           | диефенбахија | Araceae          | Сви делови су отровни; кривци су игличасти кристали калцијум оксалата звани рафиди, који могу изазвати интензивно печење, црвенило коже, иритацију и непокретност језика, уста и грла ако се прогутају. Оток може бити довољно јак да блокира дисање, што доводи до смрти, иако је то ретко; у већини случајева, симптоми су благи и могу се успешно лечити основним аналгетицима, антихистаминицима или угљем. |       |
| Digitalis purpurea           | пустикара | Plantaginaceae   | Листови, семе и цветови су отровни, садрже срчане гликозиде или друге стероидне гликозиде. Они изазивају неправилан рад срца, опште дигестивне сметње и конфузију; могу бити фатални. |       |
| Dioscorea communis           | бљушт | Dioscoreaceae    | Сви делови биљке, укључујући кртоле, отровни су због садржаја сапонина, па се обично не користи интерно. Међутим, користио се као облога за модрице и упаљене зглобове. Предложено је да се бљушт користи топикално са опрезом, због склоности биљке да изазива болне пликове. Студије су изоловале наслаге калцијум оксалата и хистамина у соку бобица и ризомима, што може допринети иритацији коже и контактном дерматитису. |       |
| Dryopteridaceae              | папрати | Dryopteridaceae  | Ризоми ове породице познати су по томе што садрже једињења деривата флороглуцинола, која су се раније користила за лечење инфекција нематодама. Тровања Dryopteris filix-mas састоје се од повраћања, дијареје, вртоглавице, главобоље, дрхтавице, хладног зноја, диспнеје, цијанозе, конвулзија, менталних поремећаја, оштећења вида или слепила које може бити привремено или трајно. Постоје неки подаци да Rumohra adiantiformis (раније Arachnoides adiantiformis) изазива контактни дерматитис. |       |
| Duranta erecta               | голубија бобица | Verbenaceae      | Листови и бобице биљке су токсични и потврђено је да су убили децу, псе и мачке. |       |
| Erysimum cheiri              | шебој | Brassicaceae     | Садржи састојке који могу утицати на срце. |       |
| Euonymus europaeus           | курика | Celastraceae     | Плод је отрован, садржи између осталих супстанци алкалоиде теобромин и кофеин, као и изузетно горак терпен. Тровања су чешћа код мале деце, коју привлаче јарко обојени плодови. Гутање може довести до оштећења јетре и бубрега, па чак и смрти. Постоје многе друге врсте Euonymus, од којих су многе такође отровне. |       |
| Euphorbia pulcherrima        | божићна звезда | Euphorbiaceae    | Супротно популарном миту, божићне звезде су само веома благо токсичне, ако уопште, и у већини контекста се сматрају нетоксичним и за људе и за кућне љубимце; преглед више од 22.000 пријављених случајева изложености божићној звезди, од којих се већина догодила код деце, показао је да 92% изложених није развило никакве симптоме, а ниједна смрт услед гутања било ког дела биљке божићне звезде никада није документована. Контакт са биљком обично нема ефекта, иако њен латекс може изазвати алергијску реакцију код осетљивих особа. Такође може бити благо иритантно за кожу или стомак и понекад изазива дијареју и повраћање ако се поједе. Сок унет у људско око може изазвати привремено слепило. Божићна звезда је слично благо токсична за мачке, псе и коње, и веома ретко захтева ветеринарски третман. |       |
| Excoecaria agallocha         | млечни мангров, дрво речног отрова | Euphorbiaceae    | Контакт са латексом може изазвати иритацију коже и пликове; контакт са очима може изазвати привремено слепило. |       |
| Galanthus nivalis            | висибаба | Amaryllidaceae   | Листови, а посебно луковице, садрже фенантридинске алкалоиде, укључујући ликорин и нарциклазин, који су истраживани због потенцијалне токсичности, као и медицинске употребе. Посебно је показано да ликорин има цитостатске антитуморске ефекте који могу бити корисни у лечењу одређених карцинома; код мишева нису примећени симптоми токсичности када је ликорин примењиван хронично неколико дана у дозама до 80 mg/kg, што указује да је средња толерисана доза ликорина веома велика. Гутање луковица је повезано са случајним тровањима у Холандији током несташице хране у Другом светском рату, иако су потребне велике количине да би се изазвале токсичне реакције; једење биљке може изазвати гастроинтестиналне проблеме код људи, и стога се сматра благо токсичном и за људе и за домаће сисаре. G. nivalis такође производи активни аглутинин протеин познат као GNA, који је због својих инсектицидних својстава уведен у неке сорте генетички модификованог кромпира да би их заштитио од штеточина. Контроверзни експеримент спроведен 1990-их пријавио је гастроинтестинална и имунолошка оштећења код пацова храњених овим кромпиром, иако је студија касније критикована због методолошких недостатака. |       |
| Gelsemium sempervirens       | жути јасмин | Gelsemiaceae     | Сви делови су отровни, изазивају мучнину и повраћање. Често фатално. Могуће је разболети се од конзумирања меда направљеног од нектара јасмина. |       |
| Gloriosa superba             | пламени љиљан, глориоза | Colchicaceae     | Биљка је довољно токсична да изазове смрт код људи и животиња ако се прогута. Сваки део биљке је отрован, посебно кртоласти ризоми. Као и други чланови породице Colchicaceae, ова биљка садржи високе нивое колхицина, токсичног алкалоида. Такође садржи алкалоид глориоцин. У року од неколико сати након гутања токсичне количине биљног материјала, жртва може доживети мучнину, повраћање, утрнулост и пецкање око уста, печење у грлу, бол у стомаку и крваву дијареју. Како токсични синдром напредује, могу се јавити рабдомиолиза, илеус, респираторна депресија, хипотензија, коагулопатија, хематурија, промењено ментално стање, напади, кома и узлазна полинеуропатија. |       |
| Grevillea spp.               | свилени храст, пауков цвет | Proteaceae       | Неколико врста као што су Grevillea 'Robyn Gordon', G. robusta, G. banksii, G. bipinnatifida, и друге могу изазвати тежак контактни дерматитис. |       |
| Gymnocladus dioicus          | кентакијско дрво кафе | Caesalpinioideae | Листови, семе и пулпа плода садрже ниске концентрације токсичног алкалоида познатог као цитизин. Гутање довољних количина може изазвати загушење плућа, респираторну инсуфицијенцију, кому и смрт и код људи и код домаћих животиња као што су говеда и овце. |       |
| Hedera helix                 | бршљан, обични бршљан | Araliaceae       | Листови и бобице садрже широк спектар сапонина, а неки људи такође имају алергијске реакције на бршљан. Екстракт бршљана је укључен у неке лекове против кашља као експекторанс. Гутање екстракта бршљана је повезано са гастроинтестиналним симптомима, укључујући мучнину и повраћање, и алергијским реакцијама као што је осип на кожи код неких људи. Сам додир биљке такође понекад може изазвати контактни дерматитис. |       |
| Heliotropium indicum         | индијски хелиотроп | Boraginaceae     | Садржи туморигене пиролизидинске алкалоиде. |       |
| Helleborus niger             | кукурек, божићна ружа | Ranunculaceae    | Садржи протоанемонин, или ранункулин, који има оштар укус и може изазвати печење очију, уста и грла, оралне улцерације, гастроентеритис и хематемезу. |       |
| Heracleum mantegazzianum     | гигантска свињска трава | Apiaceae         | Сок је фототоксичан, изазива фитофотодерматитис (тешке упале коже) када је захваћена кожа изложена сунчевој светлости или ултраљубичастим зрацима. У почетку кожа постаје црвена и почиње да сврби. Затим се формирају пликови док се реакција наставља током 48 сати. Они формирају црне или љубичасте ожиљке, који могу трајати неколико година. Можда ће бити неопходна хоспитализација. |       |
| Heracleum sosnowskyi         | Сосновскијева свињска трава | Apiaceae         | Биљка има токсичан сок и изазива упалу коже при контакту. |       |
| Hippomane mancinella         | манчинел | Euphorbiaceae    | Сви делови овог дрвета, укључујући и плод, садрже токсичне форбол естре типичне за Euphorbiaceae. Конкретно, дрво садржи 12-деокси-5-хидроксифорбол-6гама, 7алфа-оксид, хипоманине, манцинелин, сапогенин и флор-ацетофенон-2, а 4-диметилетар је присутан у листовима, док плодови поседују физостигмин. Контакт са млечно белим латексом производи јак алергијски дерматитис. Стајање испод дрвета током кише може изазвати пликове на кожи чак и од мале капи кише са латексом у њој. Сагоревање делова дрвета може изазвати слепило ако дим доспе у очи. Плод такође може бити фаталан ако се поједе. Многа дрвећа носе знак упозорења, док су друга означена црвеним "X" на деблу да би указала на опасност. На француским Антилима дрвеће је често обележено обојеном црвеном траком неколико стопа изнад земље. Кариби су користили латекс овог дрвета за отров за стреле и везивали би заробљенике за дебло дрвета, обезбеђујући спору и болну смрт. Облога од маранте (Maranta arundinacea) користили су Араваци и Таино као антидот против таквих отрова за стреле. Кариби су такође били познати по томе што су тровали залихе воде својих непријатеља лишћем. Шпански истраживач Хуан Понсе де Леон погођен је стрелом која је била отрована соком манчинела током битке са Калуса у Флориди, и убрзо након тога је умро. |       |
| Hyacinthus orientalis        | зумбул | Asparagaceae     | Луковице су отровне, изазивају мучнину, повраћање, гушење, конвулзије и могућу смрт. Чак и руковање луковицама може изазвати иритацију коже. |       |
| Hydrangea spp.               | хортензија | Hydrangeaceae    | Хортензије су умерено токсичне ако се поједу, при чему сви делови биљке садрже цијаногене гликозиде. |       |
| Hyoscyamus niger             | буника | Solanaceae       | Семе и лишће садрже хиосциамин, скополамин и друге тропанске алкалоиде. Може изазвати проширене зенице, халуцинације, убрзан рад срца, конвулзије, повраћање, хипертензију и атаксију. |       |
| Ilex aquifolium              | божиковина, зелениka | Aquifoliaceae    | Листови, кора и бобице садрже разне потенцијално штетне супстанце, укључујући сапонине, тритерпене, полифеноле, метилксантине и цијаногена једињења (иако последња два изгледа не доприносе значајно токсичности када их животиње унесу). Бобице се генерално сматрају најтоксичнијим за људе, изазивајући мучнину, повраћање, бол у стомаку и дијареју. Гутање чак и само неколико бобица може бити довољно да изазове гастроинтестиналне сметње код деце, а главни кривац су сапонини; ступор и поспаност се понекад виде код деце која унесу веома велике количине. Код паса и мачака, примарни симптом је такође гастроинтестинална иритација, иако је ово генерално благо до умерено; хиперсаливација, повраћање, дијареја, тресење главом и цмоктање усана су уобичајени знаци гутања божиковине. Једење великих количина листова може изазвати опструкцију страног тела, иако је то ретко. Екстракти из листова божиковине били су смртоносни када су убризгани у мишеве, док екстракти плодова нису произвели никакве симптоме токсичности. Осим хемијског састава, бодљикави листови могу изазвати и механичка оштећења тела. |       |
| Iris sibirica                | сибирска перуника | Iridaceae        | Већина делова биљке је отровна (ризом и листови), ако се грешком прогута, може изазвати болове у стомаку и повраћање. Такође, руковање биљком може изазвати иритацију коже или алергијску реакцију. |       |
| Jacobaea vulgaris            | драгушац, јакобовска трава | Asteraceae       | Садржи много различитих алкалоида, укључујући јакобин, јаконин, јакозин, отосенин, ретрорсин, сенецифилин, сенеционин и сенкиркин. Отровна је за стоку и стога забрињава људе који држе коње и говеда. Коњи обично не једу свеж драгушац због његовог горког укуса, међутим, губи овај укус када се осуши и постаје опасан у сену. Резултат, ако се конзумира довољна количина, може бити иреверзибилна цироза јетре. Знаци да је коњ отрован укључују жуте слузокоже, депресију и недостатак координације. Опасност је у томе што токсин може имати кумулативни ефекат; алкалоид се не акумулира у јетри, али продукт разградње може оштетити ДНК и прогресивно убијати ћелије. Jacobaea vulgaris је такође теоретски отровна за људе, иако је тровање мало вероватно јер је неукусна и не користи се као храна. Међутим, неке осетљиве особе могу развити алергијску кожну реакцију након руковања биљком јер, као и многи чланови породице Compositae, садржи сесквитерпенске лактоне (који се разликују од пиролизидинских алкалоида одговорних за токсичне ефекте), који могу изазвати дерматитис од Compositae. |       |
| Kalanchoe delagoensis        | мајка милиона | Crassulaceae     | Садржи буфадиенолидне срчане гликозиде који могу изазвати срчано тровање, посебно код животиња на испаши. Током 1997. године, 125 грла стоке је угинуло након што су јели мајку милиона на путујућем сточном резервату у близини Морија, Нови Јужни Велс, Аустралија. |       |
| Kalmia latifolia             | планински ловор | Ericaceae        | Садржи андромедотоксин и арбутин. Зелени делови биљке, цветови, гранчице и полен су сви токсични, а симптоми токсичности почињу да се појављују око шест сати након гутања. Тровање производи анорексију, поновљено гутање, обилно лучење пљувачке, депресију, некоординацију, повраћање, често дефекацију, сузење очију, неправилно или отежано дисање, слабост, срчане тегобе, конвулзије, кому и на крају смрт. Аутопсија ће показати гастроинтестиналну иритацију и крварење. |       |
| Laburnum spp.                | златна киша | Fabaceae         | Сви делови биљке, а посебно семе, отровни су и могу бити смртоносни ако се конзумирају у прекомерној количини. Главни токсин је цитизин, агонист никотинских рецептора. Симптоми тровања могу укључивати интензивну поспаност, повраћање, узбуђење, тетурање, конвулзивне покрете, благо пењење на устима, неједнако проширене зенице, кому и смрт. У неким случајевима, дијареја је веома тешка, а понекад су конвулзије изразито тетаничне. |       |
| Lamprocapnos spectabilis     | девојачко срце | Papaveraceae     | Контакт са биљком може изазвати иритацију коже код неких људи због изохинолинских алкалоида. |       |
| Lantana camara               | лантана | Verbenaceae      | Токсичност L. camara за људе је неодређена, са неколико студија које сугеришу да гутање незрелих бобица може бити токсично за људе. Друге студије су пронашле доказе који сугеришу да гутање плодова L. camara не представља ризик за људе и да су заправо јестиви када су зрели. |       |
| Ligustrum spp.               | лигуструм, калина | Oleaceae         | Бобице и листови неколико врста су благо токсични за људе, псе, мачке, стоку, зечеве и корњаче, садрже терпеноидне гликозиде који могу изазвати екстремну иритацију руку и уста при контакту и дигестивне сметње ако се прогутају; деца и мале животиње су посебно осетљиве. Бобице такође садрже фенилпропаноидни глукозид сирингин, чије гутање може изазвати мучнину, главобољу, бол у стомаку, повраћање, дијареју, слабост, низак крвни притисак и ниску телесну температуру. Једење лигуструма може изазвати и дигестивне сметње, респираторне тешкоће и нервне симптоме као што су губитак координације, а у веома ретким случајевима може бити фатално. Лигуструм је једна од неколико биљака које су отровне за коње. Тамо где лигуструм расте у изобиљу, полен из цветова је сезонски алерген који може изазвати респираторну иритацију и може изазвати астматичне нападе и екцем код пацијената. Забрањен је за продају или узгој на Новом Зеланду због утицаја полена на људе са астмом. Кинески лигуструм се такође користи у традиционалној медицини за лечење разних болести, посебно у облику биљног чаја или декокције направљене од листова или коре. |       |
| Lilium spp.                  | љиљан | Liliaceae        | Већина има неидентификован токсин растворљив у води који се налази у свим деловима биљке. Изузетно отровно, а ипак привлачно, за мачке, изазива акутно затајење бубрега; само две латице цветова могу убити. |       |
| Lolium temulentum            | љуљица | Poaceae          | Семе и класови ове уобичајене баштенске траве могу садржати алкалоиде темулин и лолиин. Неки стручњаци такође указују на гљивицу ергот или гљивице рода Endoconidium, које обе расту на класовима ражи, као додатни извор токсичности. |       |
| Lupinus spp.                 | лупина | Fabaceae         | Неке сорте имају јестиво семе. Слатке лупине имају мање, а горке више токсичних алкалоида лупинина и спартеина. |       |
| Malus florentina             | фирентинска дивља јабука | Rosaceae         | Сви чланови овог рода садрже токсин цијановодоник у својим семенима, а могуће и у листовима. |       |
| Mandragora officinarum       | мандрагора | Solanaceae       | Алкалоиди присутни у свежој биљци или осушеном корену укључују атропин, хиосциамин, скополамин (хиосцин), скопин, кускохигрин, апоатропин, 3-алфа-тиглоилокситропан, 3-алфа,6-бета-дитиглоилокситропан и беладонине. Неалкалоидни састојци укључују ситостерол и бета-метилескулетин (скополетин). Алкалоиди чине биљку, посебно корен и листове, отровном, путем антихолинергичких, халуциногених и хипнотичких ефеката. Антихолинергичка својства могу довести до гушења. |       |
| Marah oreganus               | орегонски дивљи краставац | Cucurbitaceae    | Сви делови биљке су отровни, посебно семе и велики, горки плодови налик краставцу, вероватно због токсичних кукурбитацина. |       |
| Melia azedarach              | оћед | Meliaceae        | Плодови су отровни за људе ако се једу у већој количини. Токсини су неуротоксини и неидентификоване смоле које се углавном налазе у плодовима. Први симптоми тровања јављају се неколико сати након гутања. Могу укључивати губитак апетита, повраћање, затвор или дијареју, крваву столицу, бол у стомаку, плућну конгестију, срчани застој, укоченост, недостатак координације и општу слабост. Смрт може наступити након отприлике 24 сата. |       |
| Melianthus major             | медоносни грм | Francoaceae      | Цела биљка је отровна за људе и животиње, а посебно корени, који садрже срчане гликозиде. |       |
| Menispermum spp.             | месечево семе | Menispermaceae   | Плодови и семе су отровни, изазивају мучнину и повраћање; често фатално. |       |
| Mentha pulegium              | метвица, нана | Lamiaceae        | Токсична је за људе и има различите ефекте у зависности од количине и концентрације унете. Најконцентрованији и најтоксичнији облик биљке метвице је уље метвице. Уље садржи 80% до 92% циклохексанон пулегона. Пулегон је молекул у највећој концентрацији, изазива разне болести код оних који га унесу и оно што биљци даје укус нане. Симптоми који могу трајати након уноса мале дозе (<10 mL) уља метвице су мучнина, повраћање, бол у стомаку и вртоглавица. Веће количине могу довести до вишеорганског затајења које може довести до смрти. |       |
| Narcissus spp.               | нарцис, суноврат | Amaryllidaceae   | Луковице су отровне и изазивају мучнину, повраћање и дијареју; могу бити фаталне. Стабљике такође изазивају главобољу, повраћање и замагљен вид. |       |
| Nerium oleander              | олеандер | Apocynaceae      | Сви делови су токсични, посебно листови и дрвенасте стабљике. Садржи нериозид, олеандрозид, сапонине и срчане гликозиде. Изазива тешке дигестивне сметње, проблеме са срцем и контактни дерматитис. Дим запаљеног олеандера може изазвати реакције у плућима и може бити фаталан. |       |
| Nicandra physalodes          | перуанска јабучица | Solanaceae       | Цела биљка се сматра токсичном (према неким изворима, веома токсичном) и користи се медицински као диуретик, седатив и лек против кашља. |       |
| Nicotiana glauca             | дрвенасти дуван | Solanaceae       | Садржи токсични алкалоид анабазин. Гутање листова може бити фатално. |       |
| Notobubon galbanum           | мехурасти грм | Apiaceae         | Сви делови су отровни, изазивају болне пликове при контакту који се појачавају излагањем сунчевој светлости. |       |
| Oenanthe crocata             | тровачница | Apiaceae         | Садржи енантотоксин. Листове може безбедно јести стока, али стабљике, а посебно корени богати угљеним хидратима, много су отровнији. Животиње навикле да једу листове могу појести корене када се они открију током чишћења јаркова – један корен је довољан да убије краву, а познати су и смртни случајеви код људи у тим околностима. Научници са Универзитета у Источном Пијемонту у Италији тврдили су да су ову биљку идентификовали као одговорну за стварање сардоничног осмеха, и највероватнији је кандидат за "сардоничну биљку", која је била неуротоксична биљка коришћена за ритуално убијање старијих људи у феничанској Сардинији. Када ти људи нису могли да се издржавају, тровали су их овом биљком, а затим бацали са високе стене или тукли до смрти. На овај начин су погубљивани и криминалци. |       |
| Paris quadrifolia            | петров крст | Melanthiaceae    | Свака биљка производи само једну бобицу налик боровници, која је отровна, као и друга ткива биљке. Тровања Paris quadrifolia су ретка, јер усамљена бобица биљке и њен одбојан укус отежавају замену за боровницу. |       |
| Passiflora caerulea          | плава пасифлора, обична пасифлора | Passifloraceae   | Листови садрже цијаногени гликозид, који се разлаже на цијанид. |       |
| Phoradendron spp.            | америчка имела; погледајте и сродни род Viscum | Santalaceae      | Имела је уобичајени хемипаразит дрвећа и жбуња. Токсичност варира у зависности од врсте, али сви делови биљке, посебно листови и бобице, садрже низ опасних хемикалија, укључујући протеине зване форатоксини и токсичне алкалоиде. Симптоми су веома слични онима које производе врсте Viscum и могу укључивати акутну гастроинтестиналну нелагодност, дијареју, слаб пулс и/или спор рад срца, па чак и нападе; ретко је смртоносна за одрасле људе, међутим, многе дивље животиње су прилагођене да једу њен плод. |       |
| Physostigma venenosum        | калабарски пасуљ | Fabaceae         | Токсин у семену је парасимпатомиметички алкалоид физостигмин, реверзибилни инхибитор холинестеразе. Симптоми тровања укључују обилно лучење пљувачке, мучнину, повраћање, дијареју, анорексију, вртоглавицу, главобољу, бол у стомаку, знојење, диспепсију и нападе, и може довести до холинергичког синдрома или "SLUDGE синдрома". Медицинске употребе физостигмина укључују лечење мијастеније гравис, глаукома, Алцхајмерове болести и одложеног пражњења желуца. |       |
| Phytolacca spp.              | кермес | Phytolaccaceae   | Листови, бобице и корени садрже фитолакатоксин и фитолацигенин. Токсичност младих листова може се смањити поновљеним кувањем и цеђењем. Гутање отровних делова биљке може изазвати тешке грчеве у стомаку, упорну дијареју, мучнину, повраћање (понекад крваво), споро и отежано дисање, слабост, спазме, хипертензију, тешке конвулзије и смрт. Отровни принципи се налазе у највећим концентрацијама у ризому, затим у листовима и стабљикама, а затим у зрелим плодовима. Биљка генерално постаје токсичнија са зрелошћу, са изузетком бобица (које имају значајну токсичност чак и док су зелене). |       |
| Pieris japonica              | јапански пиерис | Ericaceae        | Биљка је отровна ако је конзумирају људи или животиње. |       |
| Plumeria spp.                | франгипани | Apocynaceae      | Контакт са млечним латексом може иритирати очи и кожу. |       |
| Podophyllum peltatum         | мајска јабука, америчка мандрагора | Berberidaceae    | Зелени делови биљке, незрели плодови, а посебно ризом садрже не-алкалоидни лигнин познат као подофилотоксин у концентрацијама од 0,3% до 1,0% по маси, чије гутање може изазвати тешки гастроентеритис, дијареју и депресију централног нервног система. Зрели жути плод се генерално сматра јестивим у умереним количинама. Подофилотоксин је моћан антимитотички агенс који делује везивањем тубулина и спречавањем ћелијске деобе, а неке варијанте могу инхибирати активност ензима који везују ДНК, као што су полимеразе и топоизомеразе. Ове карактеристике такође дају подофилотоксину и његовим дериватима катартичка, пургативна, антивирусна, везикантна, антихелминтичка и антитуморска својства, што их чини корисним у многим медицинским применама, укључујући као топикални есхаротик за уклањање брадавица изазваних хумани папилома вирус (ХПВ) инфекцијама и у лечењу неких карцинома. |       |
| Prunus laurocerasus          | ловорвишња | Rosaceae         | Листови, плодови и семе могу изазвати тешку нелагодност код људи ако се прогутају. Семе унутар вишања је отровно као и остатак биљке, садржи цијаногене гликозиде и амигдалин. Овај хемијски састав је оно што даје мирис бадема када се листови згњече. Ловорова вода, дестилат направљен од биљке, садржи пруску киселину и друга једињења и токсична је. |       |
| Prunus padus                 | сремза | Rosaceae         | Гликозиди прулаурасин и амигдалин, који могу бити отровни, присутни су у неким деловима P. padus, укључујући листове, стабљике и плодове. |       |
| Pteridium aquilinum          | орлова папрат, бујад | Dennstaedtiaceae | Канцерогена је за људе и животиње као што су мишеви, пацови, коњи и говеда када се прогута. Канцерогено једињење је птакилозид или PTQ, који може исцурити из биљке у водоснабдевање, што може објаснити повећање инциденције карцинома желуца и једњака код људи у подручјима богатим бујади. |       |
| Pulsatilla cernua            | саса | Ranunculaceae    | Веома је токсична и производи кардиогене токсине и окситоксине који успоравају рад срца код људи. Прекомерна употреба може довести до дијареје, повраћања и конвулзија, хипотензије и коме. |       |
| Quercus spp.                 | храст | Fagaceae         | Листови и жирови врста храста су отровни у великим количинама за људе и стоку, укључујући говеда, коње, овце и козе, али не и свиње. Тровање изазива токсин танинска киселина, који изазива гастроентеритис, проблеме са срцем, контактни дерматитис и оштећење бубрега. Симптоми тровања укључују недостатак апетита, депресију, затвор, дијареју (која може садржати крв), крв у урину и колике; ретко је фатално, међутим, и заправо се након правилне обраде жирови конзумирају као основна храна у многим деловима света. |       |
| Rhamnus cathartica           | пасдрен | Rhamnaceae       | Семе и листови су благо отровни за људе и животиње, али их птице радо једу. |       |
| Rhododendron spp.            | азалеја | Ericaceae        | Сви делови су отровни и изазивају мучнину, повраћање, депресију, отежано дисање и кому, иако је ретко фатално. Примарни извор токсичности је група блиско повезаних једињења званих грајанотоксини, који блокирају натријумске јонске канале у ћелијским мембранама и спречавају електричну реполаризацију током акционих потенцијала. Мед направљен од нектара биљака Rhododendron може садржати опасне концентрације грајанотоксина и историјски се користио као отров и у алкохолним пићима. |       |
| Rhododendron ferrugineum     | алпска ружа | Ericaceae        | Умерено је токсичан, садржи арбутин, ареколин и родоксантин, и може изазвати повраћање и тешкоће гастроинтестиналног тракта, нервног система, респираторног система и циркулаторног система. |       |
| Rhododendron luteum          | жута азалеја | Ericaceae        | Упркос слатком мирису цветова, нектар је токсичан, садржи грајанотоксин; записи о тровању људи који једу мед датирају из 4. века пре нове ере у класичној Грчкој. |       |
| Rhododendron tomentosum      | мочварни рузмарин | Ericaceae        | Сви делови биљке садрже отровне терпене који утичу на централни нервни систем. Први симптоми предозирања су вртоглавица и поремећаји у кретању, након чега следе спазми, мучнина и несвестица. Сам мирис биљке може изазвати главобољу код неких људи. |       |
| Rhus spp.                    | афрички руј | Anacardiaceae    | Раније груписан са отровним бршљаном и остатком рода Toxicodendron, сви делови овог дрвета садрже ниске нивое веома иритантног уља са урушиолом. Кожне реакције могу укључивати пликове и осипе. Уље се лако шири на одећу и назад, и има веома дуг век трајања. Инфекције могу уследити након гребања. Како урушиол није отров већ алерген, не утиче на одређене људе. Дим запаљеног Rhus lancia може изазвати реакције у плућима и може бити фаталан. |       |
| Ricinus communis             | рицинус | Euphorbiaceae    | Семе садржи рицин, изузетно токсичан и у води растворљив протеин који инактивира рибозоме; такође је присутан у нижим концентрацијама у другим деловима биљке. Такође су присутни рицинин, алкалоид, и иритантно уље. Према издању Гинисове књиге рекорда из 2007. године, биљка рицинуса је најотровнија на свету, иако је њен сродник абрин, који се налази у семену биљке јеквирити, вероватно смртоноснији. Рицинусово уље, дуго коришћено као лаксатив, за трљање мишића и у козметици, прави се од семена, али се рицин протеин денатурише током обраде. Рицин брзо и неповратно инхибира рибозоме, молекуларне машине одговорне за производњу протеина у свим ћелијама. LD50 код одраслих је само око 22 μg/kg када се убризга или удахне; прогутани рицин је много мање токсичан због дигестивне активности пептидаза, иако доза од 20 до 30 mg/kg, или око 4 до 8 семена, и даље може изазвати смрт овим путем. Извештаји о стварном тровању су релативно ретки. Ако се прогута, симптоми могу бити одложени до 36 сати, али обично почињу у року од 2–4 сата. Они укључују осећај печења у устима и грлу, бол у стомаку, пражњење и крваву дијареју. У року од неколико дана долази до тешке дехидрације, пада крвног притиска и смањења мокраће. Осим ако се не лечи, смрт се може очекивати у року од 3–5 дана; ако до тада нису умрли, често се опораве. Токсичност варира међу животињским врстама: 4 семена ће убити зеца, 5 овцу, 6 вола или коња, 7 свињу, а 11 пса. Патке су показале значајну отпорност на семе: потребно је у просеку 80 да их убије. Тровање се дешава када животиње прогутају сломљено семе или га сломе жвакањем; нетакнуто семе може проћи кроз дигестивни тракт без ослобађања токсина. |       |
| Robinia spp.                 | багрем | Fabaceae         | Све врсте производе токсичне лектине. Отров је сложена мешавина лектина са највећом концентрацијом у плодовима и семену, затим у кори корена и цветовима. У листовима има мало отрова. Лектини, генерално названи робин, мање су токсични од оних нпр. Abrus (абрин) или Ricinus (рицин), и у нефаталним случајевима токсични ефекти су привремени. |       |
| Sambucus spp.                | зова | Adoxaceae        | Корени, гранчице, листови и незрели плодови сматрају се отровним и изазивају мучнину и дигестивне сметње. Зреле бобице се морају кувати пре конзумације. |       |
| Sanguinaria canadensis       | крвави корен | Papaveraceae     | Ризом садржи бензилизохинолинске алкалоиде сличне морфину, првенствено токсин сангвинарин. Сангвинарин убија животињске ћелије блокирањем дејства Na+/K+-ATPазе трансмембранских протеина. Као резултат, примена S. canadensis на кожу може уништити ткиво и довести до формирања велике красте зване есхар. Иако се примена есхаротских агенаса, укључујући S. canadensis, на кожу понекад предлаже као кућни третман за рак коже, ови покушаји могу бити озбиљно унаказујући, као и неуспешни. Извештаји о случајевима су показали да су се у таквим случајевима тумори поново јавили и/или метастазирали. Америчка администрација за храну и лекове (FDA) је одобрила укључивање сангвинарина у пасте за зубе као антибактеријског или анти-плак агенса, иако се верује да ова употреба може изазвати леукоплакију, премалигну оралну лезију. Безбедан ниво сангвинарина у таквим производима је предмет регулације и дебате. Екстракти S. canadensis су такође промовисани од стране неких компанија за суплементе као третман или лек за рак, али је FDA навела неке од ових производа међу својих "187 лажних 'лекова' за рак које потрошачи треба да избегавају". Крвави корен је популарна црвена природна боја коју користе уметници америчких домородаца, посебно међу произвођачима корпи од трске на југоистоку Сједињених Држава. Међутим, упркос наводним лековитим својствима и историјској употреби од стране Индијанаца као еметик, због своје токсичности интерна употреба се не саветује (сангвинарин има LD50 од само 18 mg по kg телесне тежине). |       |
| Scopolia carniolica          | крањска скопола | Solanaceae       | Његова токсичност потиче од високих нивоа тропанских алкалоида, посебно атропина. Количина атропина је највећа у корену. |       |
| Solanum dulcamara            | разводник | Solanaceae       | Сви делови су отровни, садрже соланин и изазивају умор, парализу, конвулзије и дијареју. Ретко фатално. |       |
| Solanum nigrum               | помоћница | Solanaceae       | Сви делови биљке осим зрелог плода садрже токсични гликоалкалоид соланин. Тровање соланином се првенствено манифестује гастроинтестиналним и неуролошким поремећајима. Симптоми укључују мучнину, дијареју, повраћање, грчеве у стомаку, печење у грлу, срчану аритмију, главобољу и вртоглавицу. У тежим случајевима, могу се јавити халуцинације, губитак осећаја, парализа, грозница, жутица, проширење зеница и хипотермија. У великим количинама, тровање соланином може бити фатално. |       |
| Solanum pseudocapsicum       | јерусалимска трешња | Solanaceae       | Сви делови, посебно бобице, су отровни, изазивају мучнину и повраћање. Понекад је фатално, посебно за децу. |       |
| Strophanthus gratus          | | Apocynaceae      | Зрело семе ове афричке биљке садржи уабаин, моћан срчани гликозид који, када је довољно концентрисан, може изазвати срчани застој везивањем за и инхибирањем деловања натријум-калијум пумпе и тиме драстично успорити контракцију ћелија срчаног мишића. Некада се користио медицински у малим дозама за лечење срчане инсуфицијенције и других срчаних обољења, али је углавном замењен структурно сродним дигоксином. Екстракти из Strophanthus gratus и коре врста Acokanthera дуго су користили сомалски племенски народи за тровање ловачких стрела; ако је концентрација довољно висока, стрела отрована уабаином може убити одраслог нилског коња. |       |
| Strychnos nux-vomica         | стрихниново дрво | Loganiaceae      | Семе обично садржи око 1,5% стрихнина, изузетно горког и смртоносног алкалоида. Ова супстанца баца човека у интензивне мишићне конвулзије и обично убија у року од три сата. Кора дрвета такође може садржати бруцин, још једну опасну хемикалију. |       |
| Symplocarpus foetidus        | смрдљиви купус | Araceae          | Листови и корени садрже кристале калцијум оксалата, који су умерено токсични за људе. Гутање великих количина било ког од њих може изазвати симптоме укључујући печење у устима и грлу, отицање усана и језика, повраћање, главобоље и вртоглавицу; само руковање свежим листовима може опећи кожу. |       |
| Taxus baccata                | тиса, обична тиса | Taxaceae         | Скоро сви делови садрже токсичне таксане (осим црвеног, меснатог и благо слатког арилуса који окружује токсично семе). Само семе је посебно токсично ако се жваће. Неколико људи је извршило самоубиство гутањем листова и семена, укључујући Катуволка, краља племена у данашњој Белгији. |       |
| Toxicodendron spp.           | Неколико врста, укључујући Toxicodendron radicans (познат као отровни бршљан), Toxicodendron diversilobum (познат као отровни храст) и Toxicodendron vernix (познат као отровни руј)    | Anacardiaceae    | Сви делови ових биљака садрже веома иритантно уље са урушиолом. Кожне реакције могу укључивати пликове и осипе. Уље се лако шири на одећу и назад, и може се задржати у околини веома дуго. Инфекције могу уследити након гребања. Дим запаљеног отровног бршљана може изазвати реакције у плућима и може бити фаталан. Упркос уобичајеним називима, урушиол није отров већ алерген; тј. симптоми повезани са њим су аутоимуне реакције, и због тога неће утицати на одређене људе. Алергијска реакција изазвана контактом са отровним бршљаном погађа више од 70% људске популације, са чак 350.000 пријављених случајева годишње само у Сједињеним Државама. |       |
| Urtica ferox                 | онгаонга | Urticaceae       | Чак и најлакши додир може резултирати болним убодом који траје неколико дана. |       |
| Veratrum spp.                | чемерика, лажни кукурек | Melanthiaceae    | Неколико врста, садржи веома токсичне стероидне алкалоиде (нпр. вератридин) који активирају натријумске јонске канале и изазивају брзо затајење срца и смрт ако се прогутају. Сви делови биљке су отровни, а корен и ризоми су најтоксичнији. Симптоми се обично јављају између 30 минута и 4 сата након гутања и укључују мучнину и повраћање, бол у стомаку, утрнулост, главобољу, знојење, мишићну слабост, брадикардију, хипотензију, срчану аритмију и нападе. Лечење тровања укључује гастроинтестиналну деконтаминацију активним угљем праћену супортивном негом, укључујући надокнаду течности, антиеметике за упорну мучнину и повраћање, атропин за лечење брадикардије и вазопресоре за лечење хипотензије. Индијанци су користили сок исцеђен из корена за тровање стрела пре борбе. Осушени прах корена ове биљке такође се користио као инсектицид. Тератогена својства биљака и способност изазивања тешких урођених мана били су добро познати Индијанцима, иако су такође користили минималне количине корена убраног зими (у комбинацији са Salvia dorii да би појачали његове ефекте и смањили токсичност биљке) за лечење канцерозних тумора. Токсични стероидни алкалоиди се производе само када су биљке у активном расту, па су травари и Индијанци који су користили ову биљку у медицинске сврхе брали корене током зимских месеци када су нивои токсичних састојака били најнижи. Корени V. nigrum и V. schindleri коришћени су у кинеској биљној медицини (где су биљке овог рода познате као "ли лу" (藜蘆). Ли лу се користи интерно као снажан еметик последње инстанце, и топикално за убијање спољних паразита, лечење тинеје и шуге, и заустављање свраба. Међутим, неки травари одбијају да прописују ли лу интерно, наводећи екстремну тешкоћу у припреми безбедне и ефикасне дозе, и да је смрт наступила при дози од 0,6 грама. Током 1930-их, екстракти Veratrum су истраживани у лечењу високог крвног притиска код људи. Међутим, пацијенти су често имали нежељене ефекте због уског терапијског индекса ових производа. Због своје токсичности, употреба Veratrum као третмана за висок крвни притисак код људи је прекинута. |       |
| Vernicia fordii              | тунгово дрво | Euphorbiaceae    | Отровно је у свим својим деловима, укључујући плод и семе, иако су неки делови дрвета у прошлости коришћени у медицинске сврхе. Према веб страници једног универзитета, само једно семе из плода може бити фатално, а други симптоми могу укључивати повраћање, дијареју и успорено дисање. Листови такође могу изазвати осип сличан оном од отровног бршљана. |       |
| Viscum spp.                  | имела, европска имела; погледајте и сродни род Phoradendron | Santalaceae      | Имела је уобичајени хемипаразит дрвећа и жбуња. Токсичност варира у зависности од врсте, али сви делови биљке, посебно листови и бобице, садрже низ токсичних хемикалија, укључујући неколико различитих вискотоксина, алкалоид тирамин и лектин који инактивира рибозоме, назван вискумин. Симптоми могу укључивати акутну гастроинтестиналну нелагодност, дијареју, слаб пулс и/или спор рад срца, па чак и нападе; ретко је смртоносна за одрасле људе, међутим, многе дивље животиње су прилагођене да једу њен плод. |       |
| Voacanga africana            | | Apocynaceae      | Кора и семе овог тропског дрвета садрже сложену мешавину ибога алкалоида, укључујући воакангин и воакамин. Ова једињења су се различито користила као стимуланси, психоделичне дроге и отрови. |       |
| Wisteria sinensis            | кинеска вистерија | Fabaceae         | Сви делови биљке садрже гликозид по имену вистерин који је токсичан ако се прогута и може изазвати мучнину, повраћање, болове у стомаку и дијареју. Вистерије су изазвале тровање код деце у многим земљама, узрокујући благи до тешки гастроентеритис. |       |
| Xanthium spp.                | чичак | Asteraceae       | Обични чичак (Xanthium strumarium), пореклом из Северне Америке, може бити отрован за стоку, укључујући коње, говеда и овце. Неке домаће животиње ће избегавати конзумирање биљке ако је присутна друга крма, али мање пробирљиве животиње, попут свиња, ће конзумирати биљке и потом се разболети и угинути. Саднице и семе су најотровнији делови биљке. Симптоми се обично јављају у року од неколико сати, узрокујући нестабилност и слабост, депресију, мучнину и повраћање, грчење мишића врата, убрзан и слаб пулс, отежано дисање и на крају смрт. Xanthium се такође користио због својих лековитих својстава и за прављење жуте боје, као што му име и говори (грч. xanthos = 'жуто'). |       |
| Zantedeschia aethiopica      | кала, арумски љиљан | Araceae          | Сви делови биљке су токсични, садрже калцијум оксалат, који изазива иритацију и отицање уста и грла, акутно повраћање и дијареју. Може бити фатално. |       |
| Zigadenus glaberrimus        | пешчани смртоносни камас | Melanthiaceae    | Сви делови Z. glaberrimus су токсични, због присуства алкалоида. Ова или сродне врсте су изазвале смртне случајеве код људи. |       |